# Warwick (Rhode Island)
Die Stadt Warwick ist mit 82.934 Einwohnern (2020) die drittgrößte Stadt im US-Bundesstaat Rhode Island. Das U.S. Census Bureau hat bei der Volkszählung 2020 eine Einwohnerzahl von 82.823 ermittelt. Sie verfügt mit dem T. F. Green Airport über einen zentral gelegenen Flughafen.
Warwick liegt südlich der Stadt Providence.

## Geschichte
Die Stadt wurde 1642 von Samuel Gorton gegründet. Er wählte den Namen nach Robert Rich, 2. Earl of Warwick.
In den Jahren zwischen 1675 und 1676 während des King Philip’s War wurde Warwick stark geschwächt. Auch wurde in Warwick der erste Schuss der Amerikanischen Unabhängigkeitsbewegung abgefeuert: am 9. Juni 1772 auf das britische Kriegsschiff HMS Gaspée.
Aus Warwick stammen zudem die Generäle Nathaniel Greene aus der Amerikanischen Unabhängigkeitsbewegung und George S. Greene aus dem Sezessionskrieg.

## Söhne und Töchter der Stadt
- William Greene (1695–1758), britischer Politiker
- William Greene (1731–1809), Politiker und während des Unabhängigkeitskrieges Oberkommandierender des Militärs von Rhode Island und späterer Gouverneur
- George Tibbits (1763–1849), Geschäftsmann und Politiker
- Ray Greene (1765–1849), US-Senator
- Oliver C. Comstock (1780–1860), Arzt, Jurist, Politiker und Geistlicher
- William Greene (1797–1883), Politiker
- William Daniel Brayton (1815–1887), Politiker
- John C. Babcock (1836–1908), Ruderer, Sportfunktionär, Architekt, Geheimdienstoffizier im Bürgerkrieg
- William Sheldon (1898–1977), Mediziner und Psychologe
- Walter Mossberg (* 1947), Journalist, bekannt durch seine Kolumnen im Wall Street Journal
- Lincoln Chafee (* 1953), Politiker und US-Senator
- Peter T. Gaynor (* 1958), Regierungsbeamter und kommissarischer Minister für Innere Sicherheit
- Brian Krolicki (* 1960), Politiker
- Ken Vandermark (* 1964), Jazzsaxofonist und Klarinettist
- Scott Avedisian (* 1965), Politiker
- Martha McSally (* 1966), Politikerin (Republikanische Partei)
- Dave Capuano (* 1968), Eishockeyspieler
- Phillip DeVona (* 1970), Schauspieler
- Jason Hawes (* 1971), Gründer von TAPS
- Grant Wilson (* 1974), Gründer von TAPS
- John Hynes (* 1975), Eishockeyspieler und -trainer
- Sara DeCosta (* 1977), Eishockeyspielerin und -trainerin
- Nick Principe (* 1978), Schauspieler, Stuntman, Stunt Coordinator, Filmschaffender und Sänger
- Tom Cavanagh (1982–2011), Eishockeyspieler
- Michaela McManus (* 1983), Schauspielerin